# SN 2000bv
SN 2000bv – supernowa typu II odkryta 1 kwietnia 2000 roku w galaktyce A125928-1220. W momencie odkrycia miała maksymalną jasność 20,60m.